# Palácio da Alvorada
Palácio da Alvorada (portugisiska: [paˈlasiu dɐ awvoˈɾadɐ], ’Gryningspalatset’) är den brasilianska presidentens officiella bostad i Brasiliens federala huvudstad Brasília.  
Byggnaden är i huvudsak tjänstebostad men har även rum för mottagningar och sammanträden. Presidentens officiella arbetsplats och kansli är dock i Palácio do Planalto.   
Totalytan är 7 000 m² fördelade på tre våningar. På övre planet finns presidentens privata bostad med fyra sviter och två lägenheter. I markplanet finns sällskapsytor, bibliotek, arbets- och mottagningsrum samt en bankettsal. Källarplanet rymmer en biograf, spelrum, kök, tvättstuga och administrationsutrymmen.
Byggnaden, som ritades av Oscar Niemeyer, var den första att färdigställas vid bygget av den nya huvudstaden 30 juni 1958. I Brasílias stadsplan, utformad som ett flygplan, finns presidentpalatset längst fram i spetsen, på en udde i Lago do Paranoá.       
Vita marmorpelare och stora glaspartier dominerar byggnadens fasad. De tunna pelarna stödjer på ett av sina spetsiga hörn vilket ger intrycket av att byggnaden svävar lätt över marken. Effekten förstärks av en vattenspegel vid entrén. Hängmattor på kolonialhusens verandor inspirerade arkitekten till pelarnas karakteristiska form som även återfinns i det Federala Distriktets vapen. Liknande skulpturala marmorpelare återkommer i andra officiella byggnader i Brasília som presidentkansliet, Högsta domstolen och utrikesministeriet.
Presidentbostaden gavs namnet Gryningspalatset av Juscelino Kubitschek, den första presidenten att flytta in, med motiveringen ”Vad är Brasília, om inte en ny dags gryning för Brasilien?”